# گیرنده کلاژن
گیرنده‌های کلاژن (انگلیسی: Collagen receptors) پروتئین‌های پوسته‌ای سلول هستند که به کلاژن ماتریکس برون‌یاخته‌ای که فراوان‌ترین پروتئین‌های بدن پستانداران هستند، متصل می‌شوند.
گیرنده‌های کلاژن در واقع مثل «حسگرهایی» هستند که روی سطح بعضی از سلول‌های بدن قرار دارند و توانایی شناسایی و چسبیدن به رشته‌های کلاژن را دارند. این گیرنده‌ها معمولاً پروتئین‌هایی هستند که بخشی از غشای سلول را تشکیل می‌دهند و وقتی به کلاژن متصل می‌شوند، پیام‌هایی به داخل سلول می‌فرستند تا آن سلول واکنش مناسب نشان دهد. این واکنش می‌تواند شامل شروع ترمیم بافت، تغییر شکل یاخته، مهاجرت یاخته به محل آسیب یا حتی فعال کردن تولید مواد جدید برای بازسازی باشد.
علت وجود این گیرنده‌ها این است که بدن بتواند بافت‌هایش را کنترل و نگهداری کند. کلاژن یکی از مهم‌ترین اجزای بافت همبند است و اگر آسیبی ببیند یا شکلش تغییر کند، باید سلول‌ها سریع متوجه شوند. گیرنده‌ها این امکان را فراهم می‌کنند که سلول‌ها «بفهمند» در اطرافشان چه خبر است و در صورت لزوم، عمل کنند. مثلاً وقتی زخمی می‌شود، گیرنده‌های کلاژن روی سلول‌های ترمیم‌کننده، وجود کلاژن آسیب‌دیده را حس می‌کنند و باعث می‌شوند سلول‌ها به محل آسیب مهاجرت کرده و ترمیم را آغاز کنند.
این گیرنده‌ها حتی می‌توانند تشخیص دهند که آیا کلاژن طبیعی و سالم است یا تکه‌تکه و خراب شده، و بر اساس آن پیام متفاوتی به سلول بدهند. این سازوکار باعث می‌شود بدن بتواند بافت‌هایش را بهتر حفظ و بازسازی کند و جلوی پیشرفت آسیب را بگیرد.
بنابراین، وظیفهٔ اصلی گیرنده‌های کلاژن، تزاید یاخته‌ها، کوچ سلولی، چسبندگی یاخته و فعال کردن آبشار انعقاد خون است و از طریق تنظیم آنزیم‌های متالوپروتئینازهای ماتریکس، بر روی ساختار ماتریکس برون‌یاخته‌ای اثر می‌گذارند.
در انسان دست‌کم ۸ گیرندهٔ کلاژن وجود دارد که تحت چهار گروه متفاوت تقسیم‌بندی می‌شوند.
- اینتگرین‌ها: گیرنده‌های اصلی پروتئین ماتریکس برون‌یاخته‌ای هستند و دو زیرواحد تراغشایی آلفا و بتا دارند.
  - اینتگرین آلفا ۱ بتا ۱ به کلاژن‌های ۴، ۶ و ۱۳ و همچنین تا حدی به کلاژن‌های سازندهٔ فیبریل متصل می‌شود و بیشتر در سلول‌های مزانشیمال قرار دارد.
  - اینتگرین آلفا ۲ بتا ۱ بیشتر به کلاژن‌های سازندهٔ فیبریل متصل می‌شود و اغلب بر روی پلاکت‌ها و سلول‌های بافت پوششی یافت می‌شود.
  - اینتگرین آلفا ۱۰ بتا ۱ ترجیحاً به به کلاژن‌های ۴ و ۶ و گاهی نیز به کلاژن ۲ وصل می‌شود و بیشتر بر روی سلول‌های عضلهٔ قلب و کندروسیت‌های غضروف دیده می‌شود.
  - اینتگرین آلفا ۱۱ بتا ۱ به کلاژن‌های فیبریلی متصل می شود و بر روی سلول‌های مزانشیمی جنین و همچنین ماهیچه‌های بزرگسالان قرار دارد.
- گیرنده‌های دومین دیسکوئیدین زیرگروهی از تیروزین کینازهای گیرنده‌ای هستند و بیشترین فعال‌شدگی آنها در حدود ۱۸ ساعت پس از تحریک کلاژن رخ می‌دهد.
  - DDR1 بیشتر به کلاژن‌های سازندهٔ فیبریل و کلاژن ۵ متصل می‌شود، اما به کلاژن‌های ۱، ۶ و ۸ هم تمایل دارد. این گیرنده‌ها بر روی سلول‌های بافت پوششی و لکوسیت‌ها دیده می‌شوند و در رشد غدد پستانی، ترمیم سرخرگ‌ها، تنظیم تزاید یاخته‌ها، چسبندگی سلولی، عملکرد کلیه و تمایز و کارکرد گلبول‌های سفید نقش دارند.
  - DDR2 عملکردی مشابه بالایی دارد. با کلاژن‌های۱، ۲، ۳ و ۱۰ اتصال می‌یابد و در تزاید سلول‌های غضروف، رشد استخوانی، تنظیم تقسیم سلولی، چسبندگی سلولی نقش دارد.
- گیرنده‌های شبه ایمونوگلوبولین
  - گلیکوپروتئین ۶ بیشتر بر روی سطح پلاکت‌ها دیده می‌شوند و به همراه اینتگرین آلفا ۲ بتا ۱ در آبشار انعقاد نقش دارند. این گیرنده در چسبندگی و فعال‌سازی پلاکتی مؤثر است و مهمترین گیرندهٔ کلاژنی پلاکت از لحاظ ارسال سیگنال محسوب می‌شود.[۶]
  - گیرندهٔ شبه ایمونوگلوبولینی ۱ وابسته به لکوسیت نقش بازدارنده برای برخی سلول‌های ایمنی ایفا می‌کند و به کلاژن‌های ۱۶، ۳ و ۱ می‌چسبد.
- گیرنده‌های مانوز گیرندهٔ لیگاندهای برون‌سلولی است. بیشتر به کلاژن نوع ۱ اتصال می‌یابد.